# LXXIII Korpus Armijny (III Rzesza)
LXXIII Korpus Armijny (niem. LXXIII. Armeekorps) – jeden z niemieckich korpusów armijnych, walczył głównie przeciw wojskom aliantów zachodnich.
Utworzony 25 listopada 1944 roku ze sztabu Komendanta Weneckiego Wybrzeża. W latach 1944–1945 stacjonował na terytorium okupowanych Włoch. Po walkach z wojskami zachodnich aliantów, żołnierze LXXIII KA oddali się do niewoli alianckiej. Kapitulacja miała miejsce 29 kwietnia 1945 roku.

## Dowódcy korpusu
- gen. Anton Dostler

## Struktura organizacyjna
Skład w grudniu 1944 roku
- 114 Dywizja Strzelców
- 356 Dywizja Strzelców
- 16 Dywizja Grenadierów Pancernych SS „Reichsführer SS”